# География Намибии
Республика Нами́бия — государство в Южной Африке.

## Географическое положение
Намибия находится в юго-западной части африканского континента. Занимает территорию 835 420 км². На западе омывается водами Атлантического океана. Часовой пояс Намибии — UTC+1:00.

## Границы
Общая протяжённость границ — 3 824 км. В том числе с Анголой — 1376 км, Ботсваной — 1360 км, ЮАР — 855 км, Замбией — 233 км. Также в одной точке граничит с Зимбабве. (См. также: Квадрипойнт). Береговая линия страны составляет 1572 км.

## Рельеф
Рельеф страны гористый.

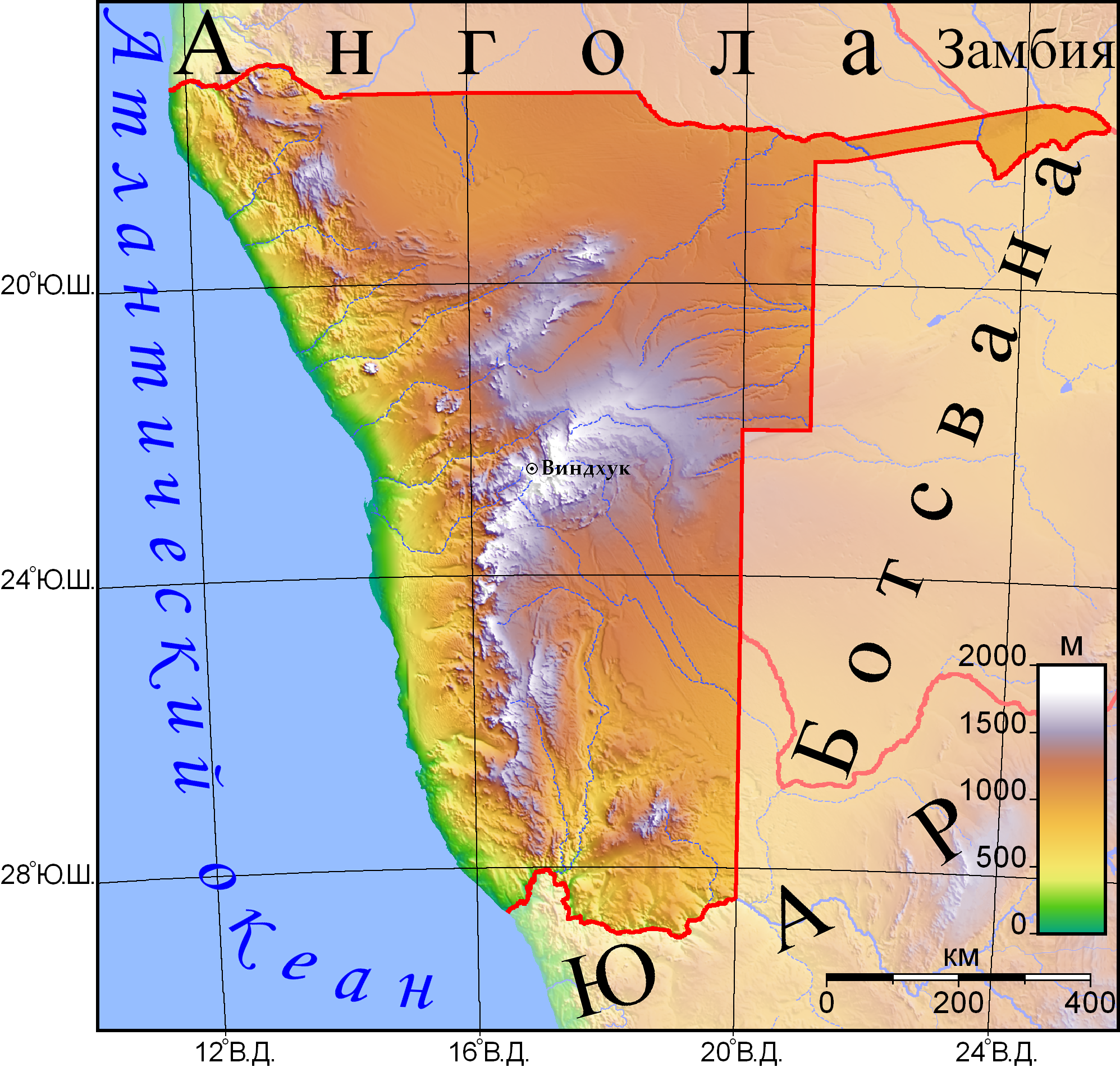
Рельеф Намибии

Большая часть страны занимает плоскогорье высотой 900—1500 м, расчленённые долины рек и тектонические впадины на отдельных участках: на севере — цокольное денудационное плоскогорье Каоко, в центральной части лежит нагорье Дамара с останцовыми массивами. Здесь находится высшая точка страны — гора Брандберг (высота 2606 м), на юге — сглаженное структурно-ступенчатое плоскогорье Намакваленд. К востоку и югу плоскогорье полого переходит во впадину Калахари; на западе оно круто обрывается к побережью Атлантики, вдоль которого протягивается пустыня Намиб. В северной и восточной частях Намибии встречаются древние озёрные котловины, часть которых занимают солончаки.

Разнообразие рельефа Намибии
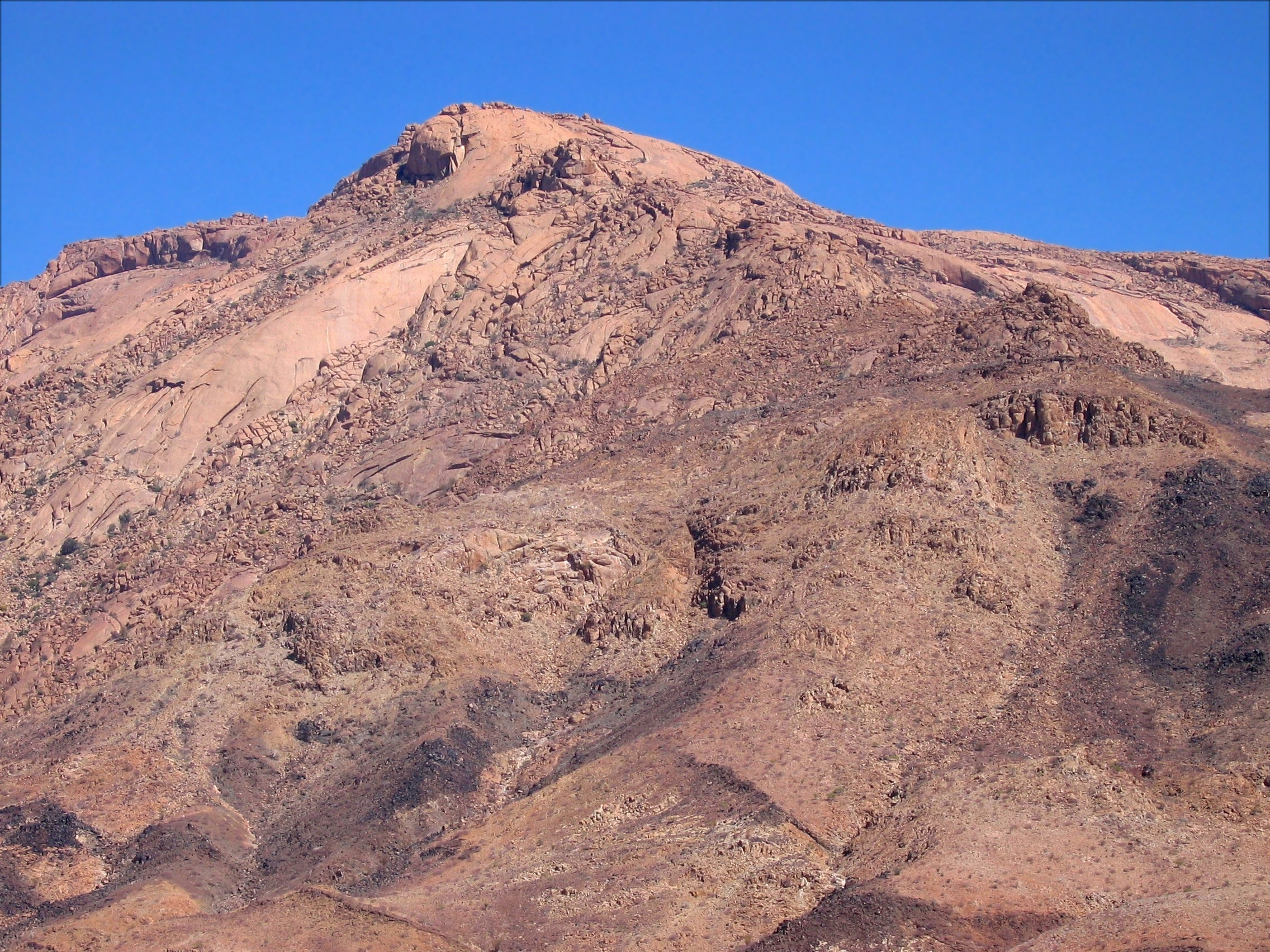
Гора Брандберг - высшая точка страны
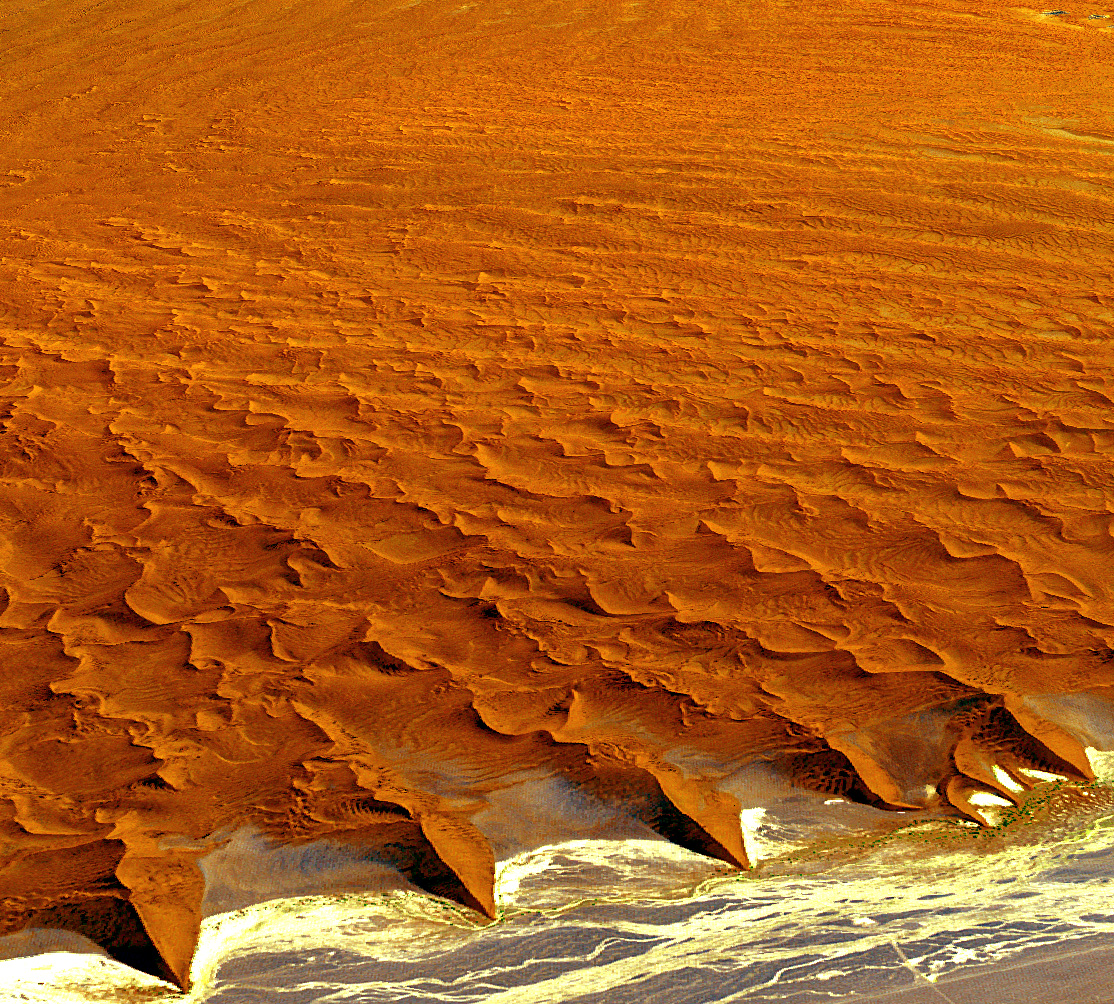
Дюны пустыни Намиб
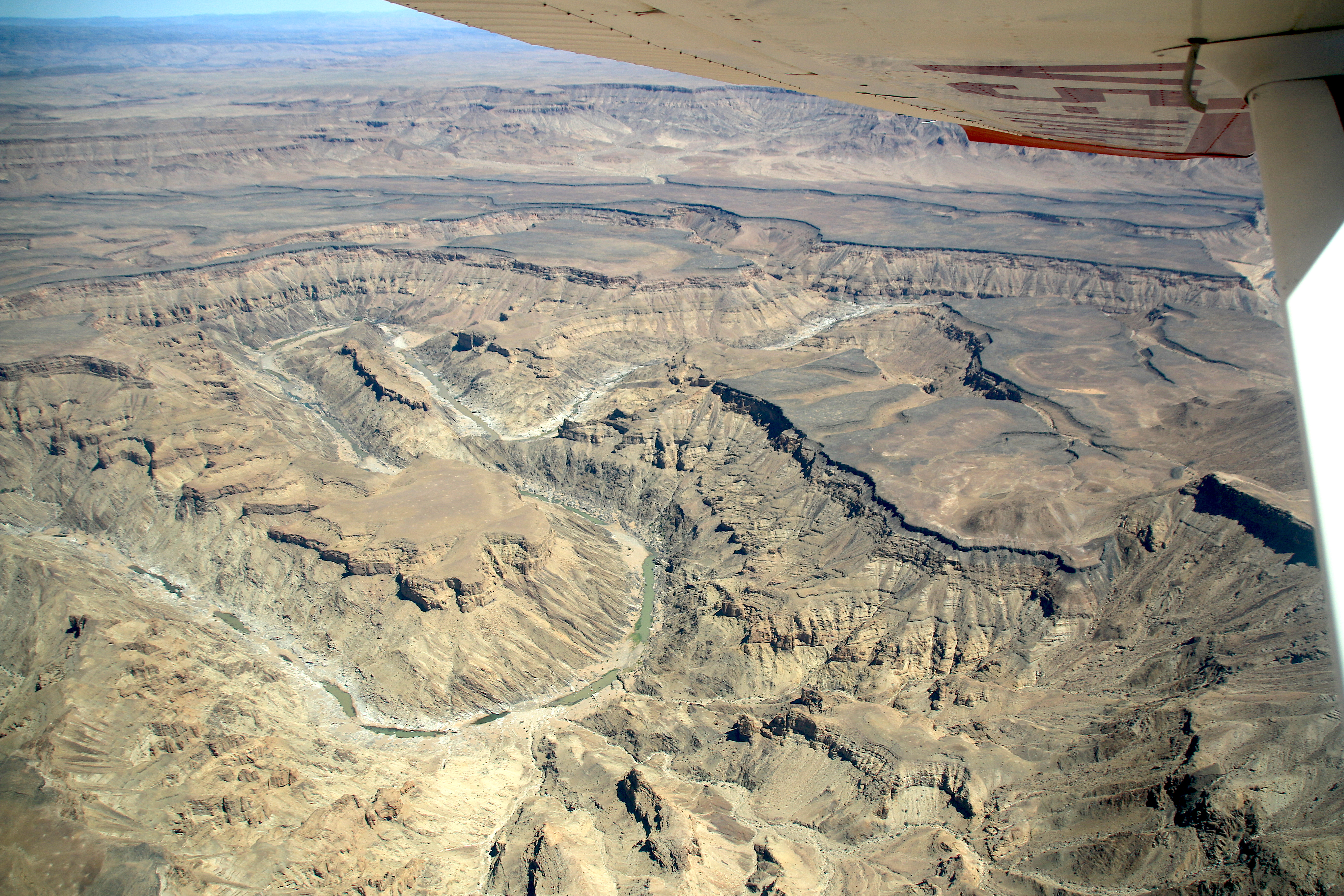
Каньон Фиш-Ривер
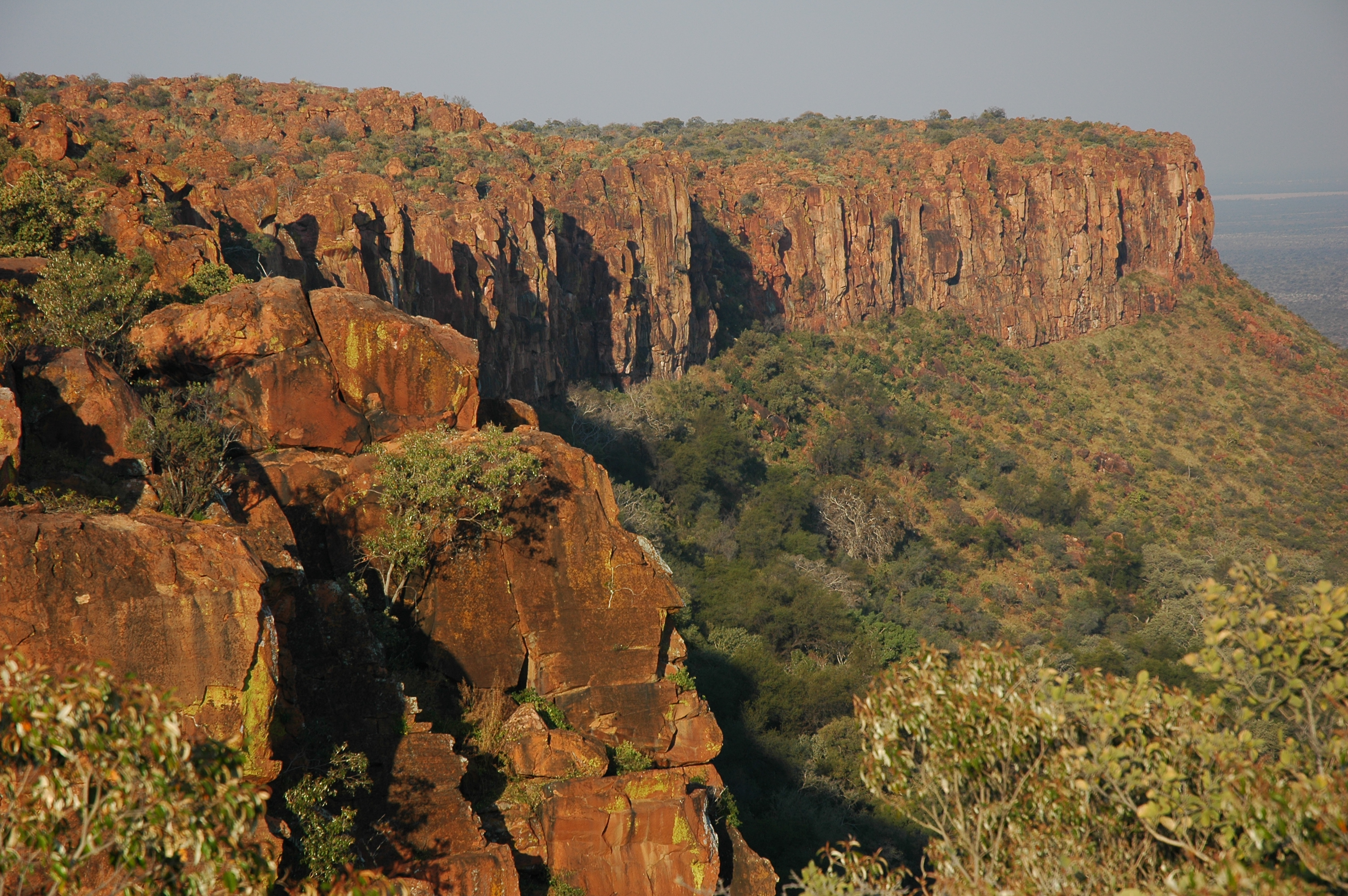
Рельеф плато Ватербех
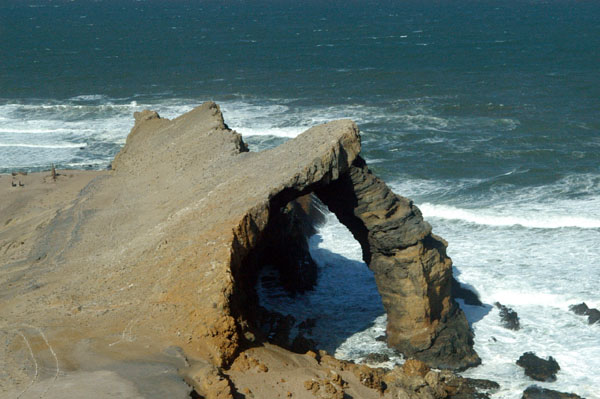
Арка на морском побережье
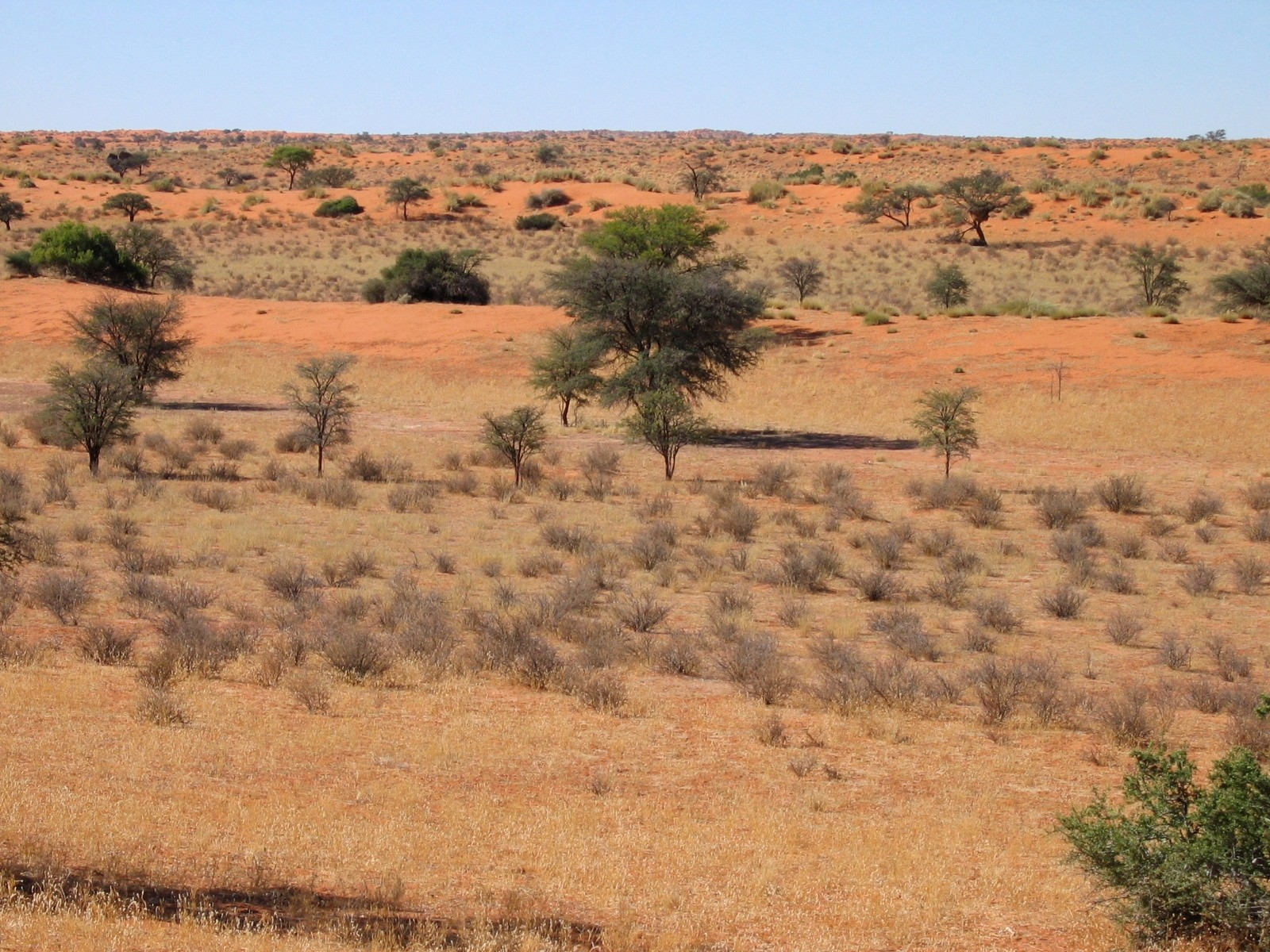
Пейзаж пустыни Калахари
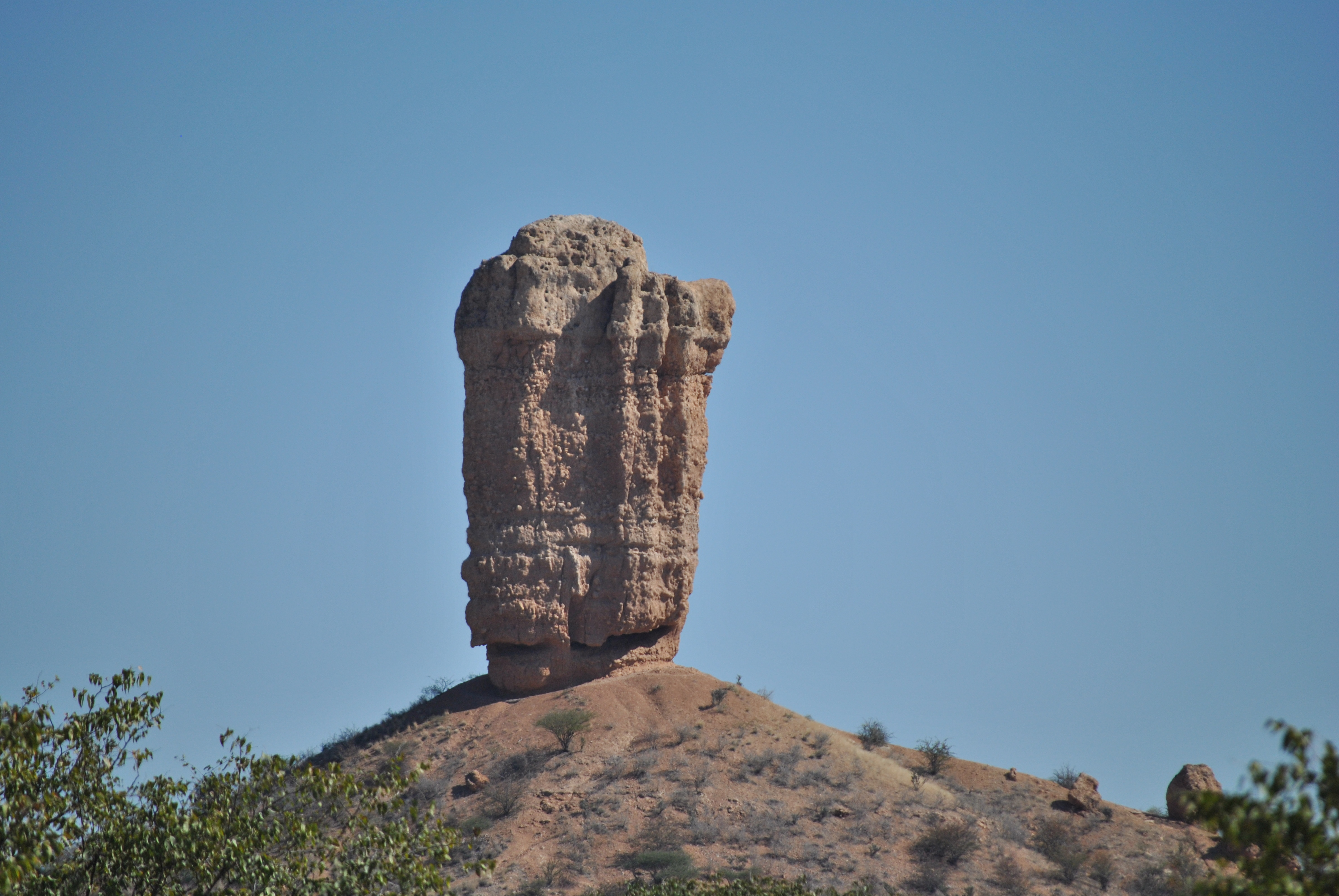
Камень-останец
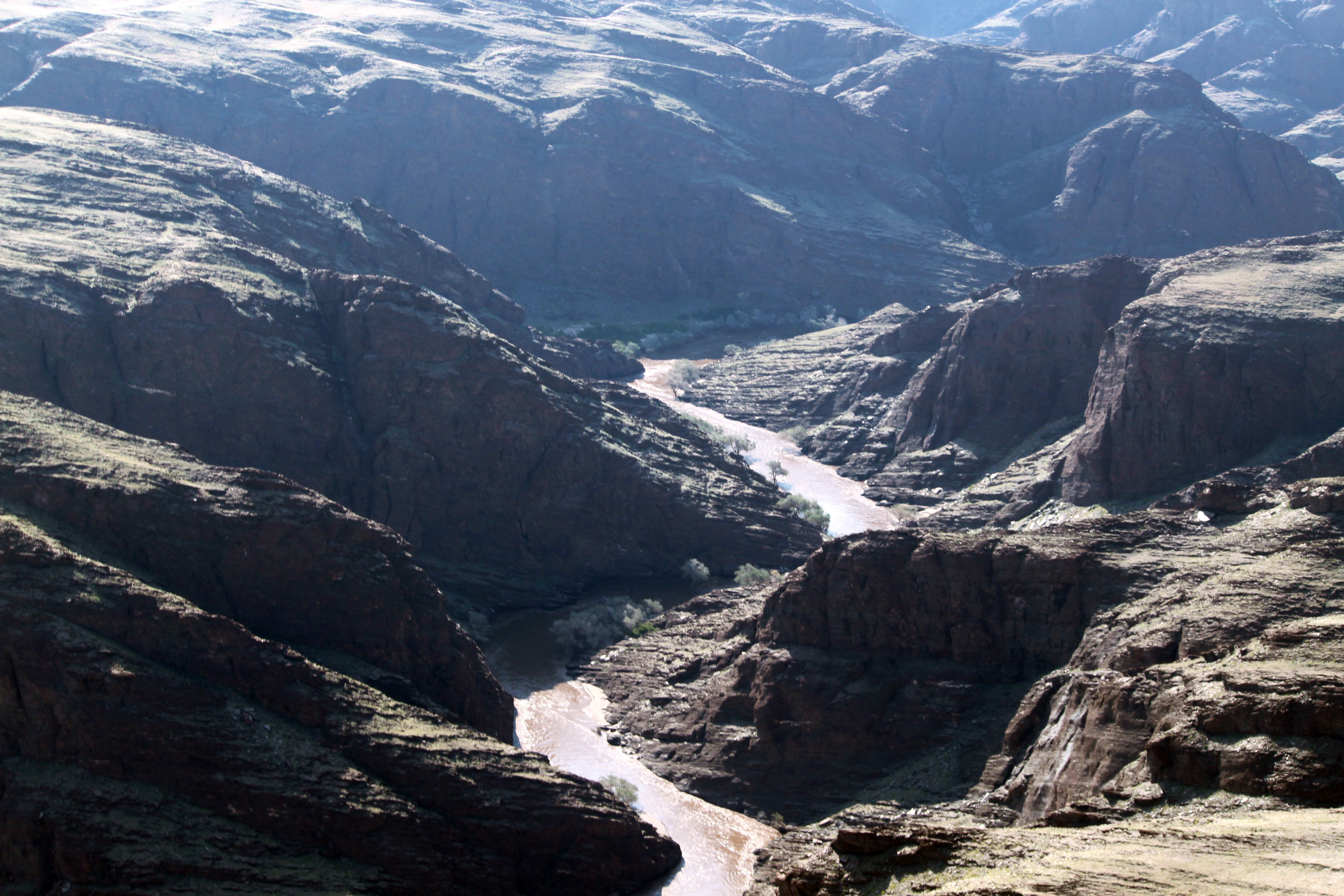
Ущелье реки Куйсеб

## Геологическое строение
Намибия находится в юго-западной части докембрийской Африканской платформы. Её фундамент выступает на поверхность вдоль атлантического побережья и в центральной части страны образует складчатую систему Дамара позднепротерозойского возраста. Дамара простирается на северо-восток, имеет ответвления на юг и на север; сложена в основном вулканитами, обломочными отложениями, карбонатными и соляными породами.

## Полезные ископаемые
Намибия богата полезными ископаемыми. Важнейшие из них — это алмазы, уран, медь, свинец, цинк, олово, серебро, золото, пириты, марганец. Россыпи алмазов сконцентрированы на побережье Атлантического океана, особенно на участке от Людерица до устья реки Оранжевой, а также в прилегающей зоне шельфа. Алмазные копи Ориндж-Маута (к северу от устья реки Оранжевой) — крупнейшие в мире. В районе Абенаба, севернее Хрутфонтейна, находится одно из крупнейших в мире месторождений ванадиевых руд с запасами 16 000 тонн.

## Климат
В Намибии тропический климат Южного полушария. Самый тёплый месяц — январь, самый холодный — июль. В возвышенных местах зимой бывают заморозки. В конце зимы нередко возникают пыльные бури. Относительная влажность летом составляет 20 %. Максимальное количество осадков (500—700 мм в год) выпадает на крайнем северо-востоке Намибии (полоса Каприви), в центральной части плоскогорья — 300—400 мм, на юге (в пустыне Калахари) — до 250 мм. В южной части Намибии осадки носят характер ливней, что способствует интенсивной эрозии.

## Растительность

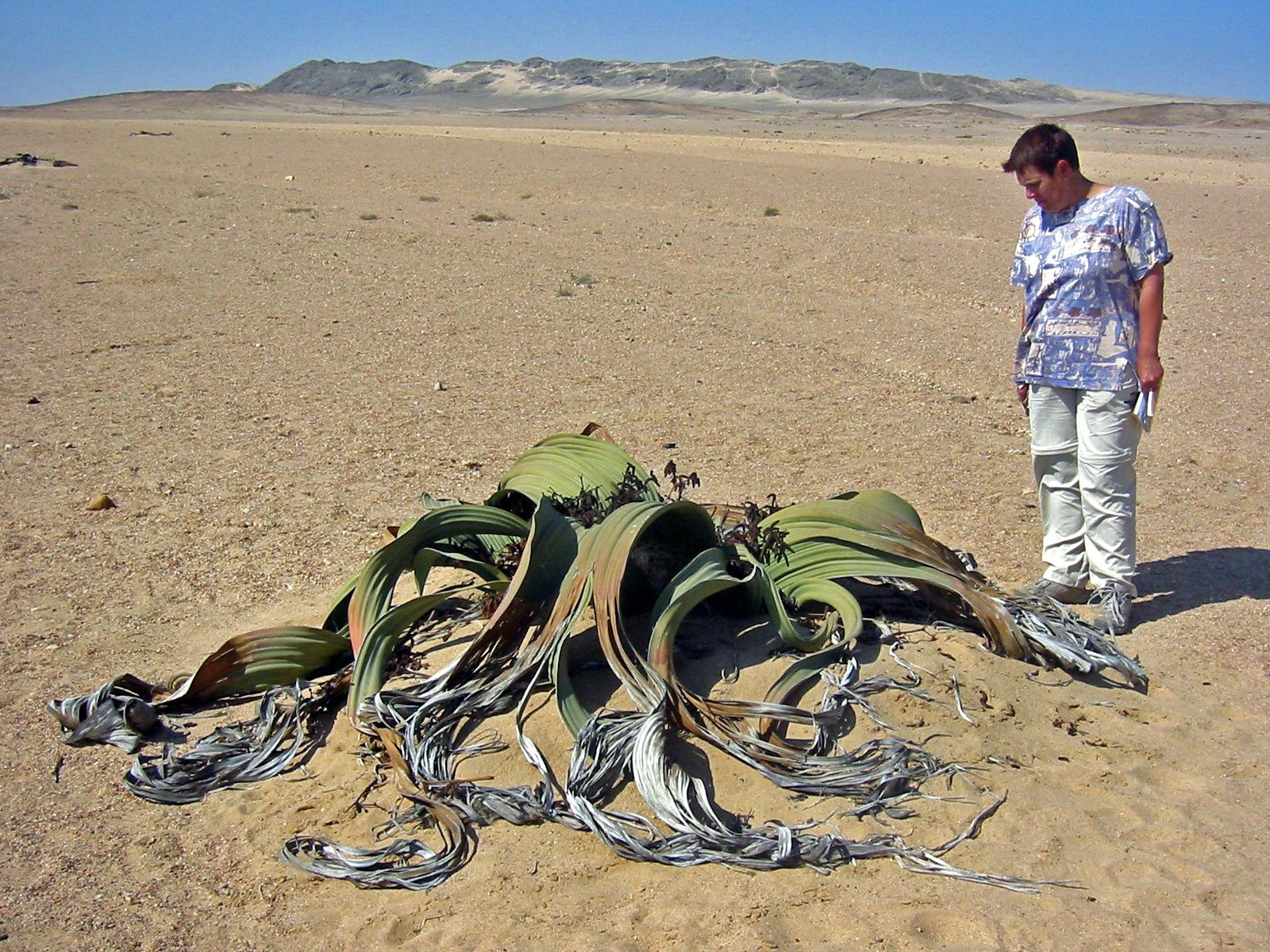
Вельвичия в сравнении с человеком

На юге страны, Намибия включает два экорегиона которые являются важным очагом биоразнообразия: Суккулентное Кару и Нама-Кару.
Растительный мир включает в себя около 4000 видов, 585 из которых являются эндемиками. Наиболее разнообразна флора в листопадных саваннах и редколесьях. В северо-восточной части страны в редколесьях отсутствует травянистая растительность, нижний ярус здесь образован кустарниками. В северной части редколесья заменены саваннами. В опустыненных саваннах широко представлены виды акаций, баланитеса и коммифоры. Большая часть пустыни Намиб лишена растительности, лишь по берегам рек встречаются акации, алоэ, молочаи и вельвичия удивительная, а во внутренних частях пустыни можно увидеть разрозненные пустынные кустарники и полукустарники.

## Животный мир
Животный мир Намибии по сравнению с соседними странами беден. В Намибии известно 229 видов млекопитающих (7 % — эндемики). Наибольшим разнообразием располагает животный мир редколесий на севере страны, где встречаются африканские слоны, антилопы орикс, спрингбок и куду, жирафы, а также горные зебры Хартманна и импала (находятся под угрозой исчезновения), из хищников —леопард, лев, гиены. В Намибии находится самая большая в мире популяция чёрного носорога (численность её относительно стабильна).

На территории страны зарегистрирован 691 вид птиц. Причём такие виды как тристанский альбатрос, капский баклан, бурый стервятник, африканский гриф и чёрный лунь либо находятся на грани полного исчезновения, либо относятся к исчезающим видам.

Представители животного мира Намибии
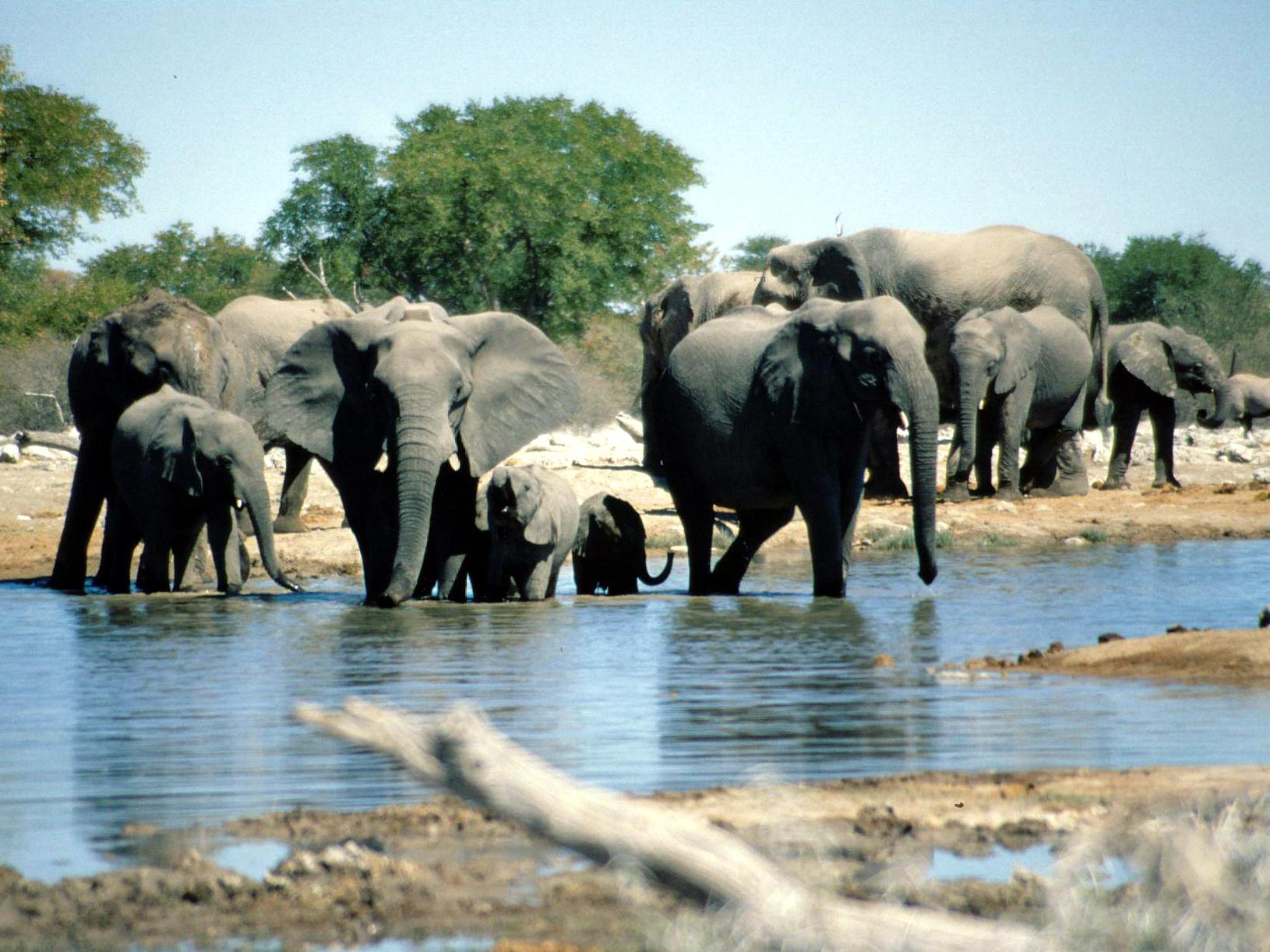
Слоны в национальном парке Этоша
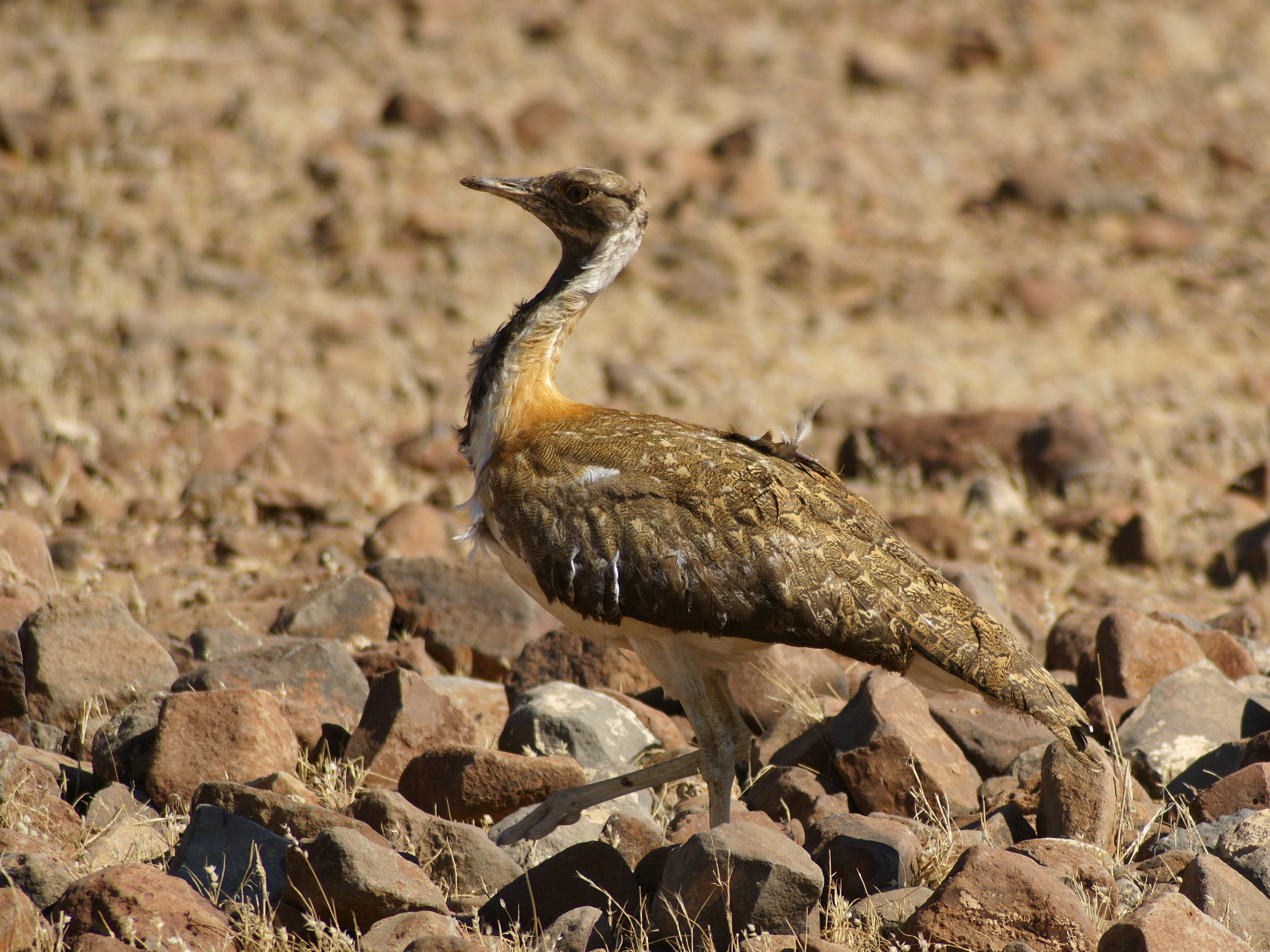
Южноафриканская дрофа
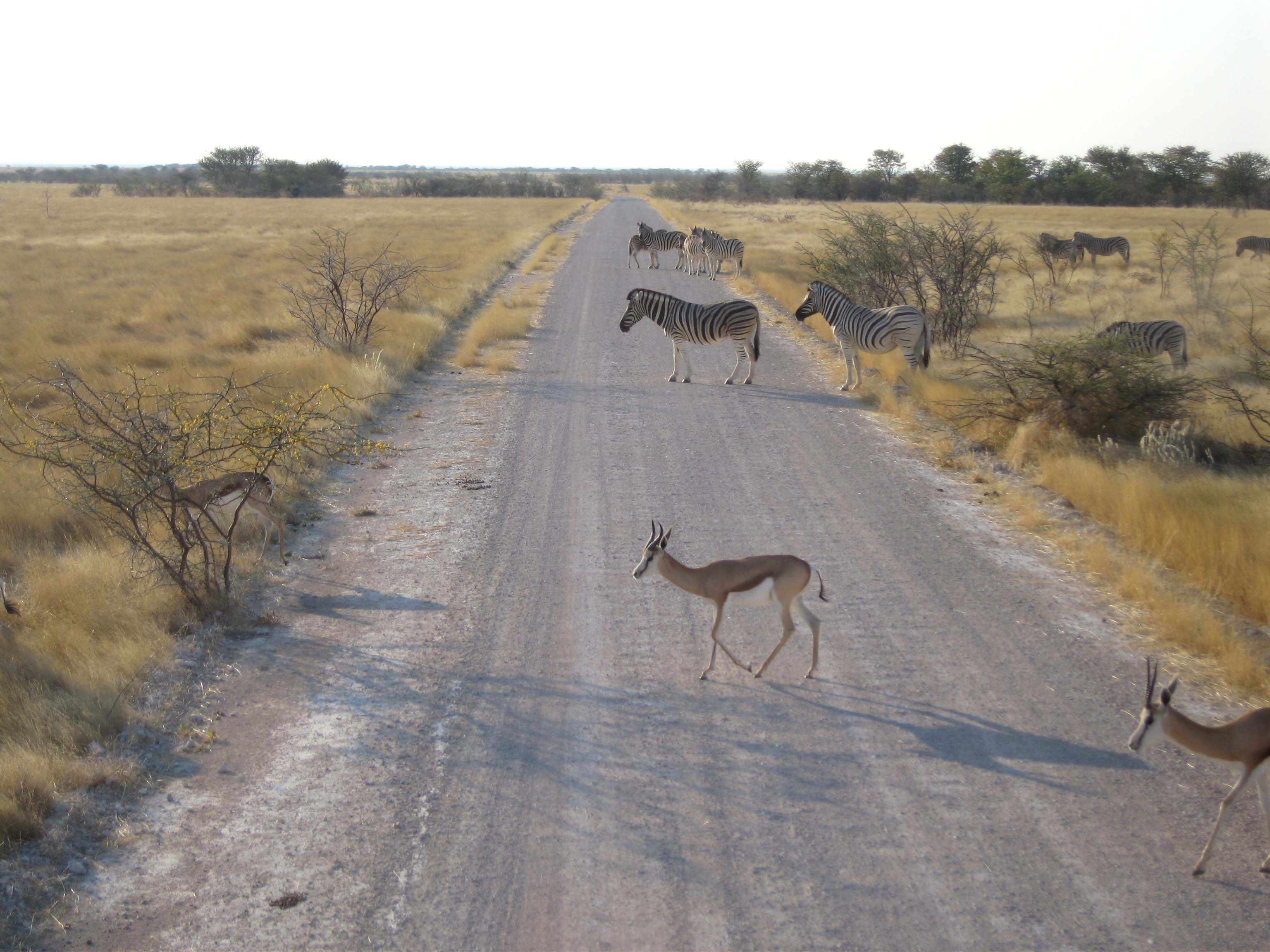
Зебры и спрингбоки в национальном парке Этоша
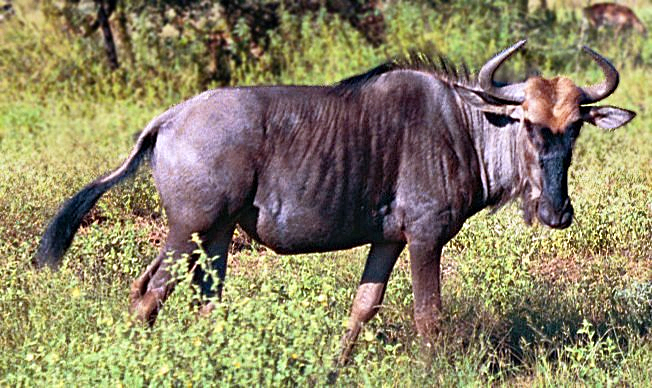
Антилопа гну

## Гидрология

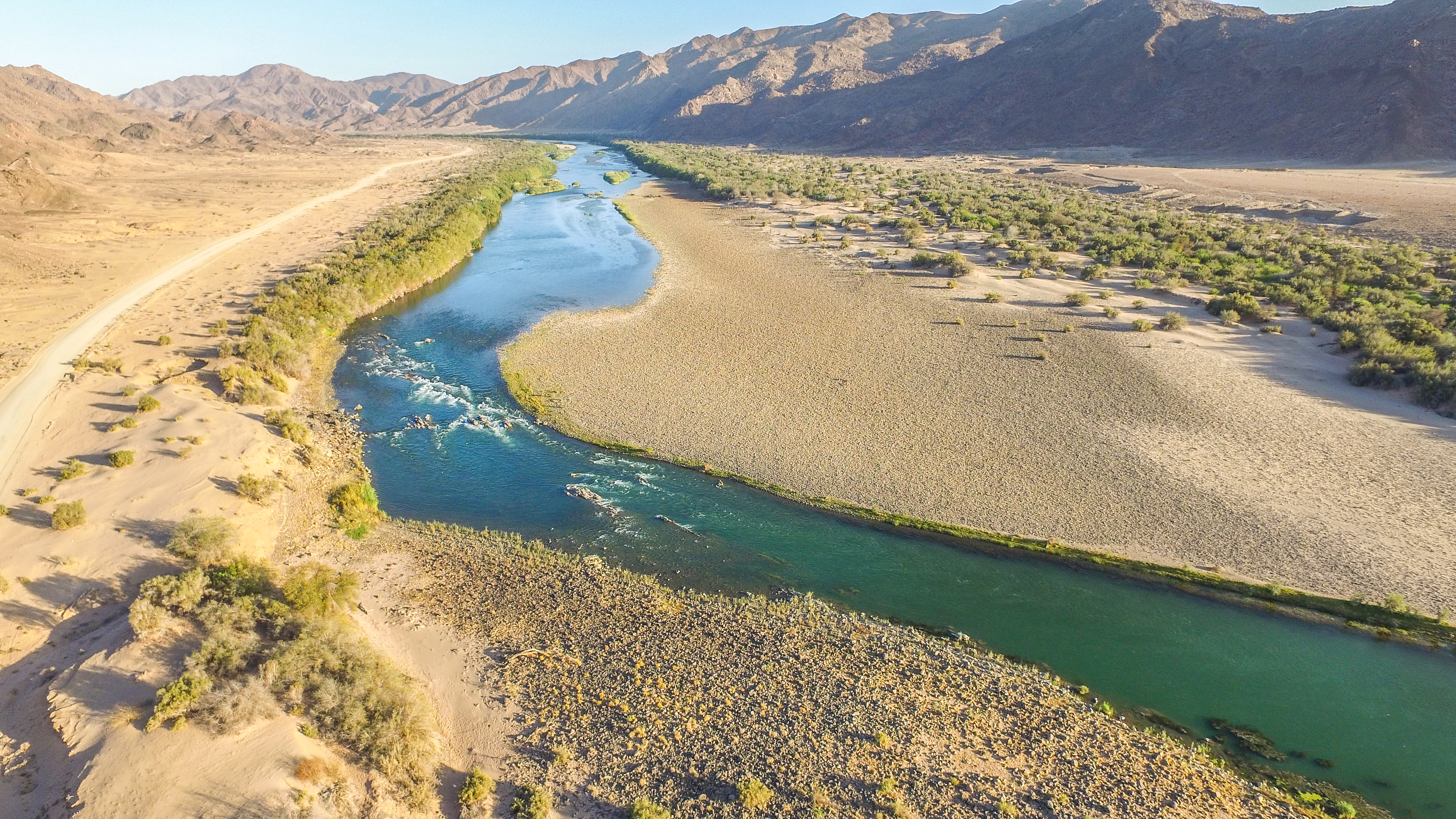
Река Фиш в августе

Постоянные реки образуют как бы естественные границы Намибии: на севере — Кунене, на юге — Оранжевая. Огромное значение имеют северные реки бассейнов Кунене и Замбези (река Чобе), система каналов Овамболенда, а также река Окаванго. Из сезонных (пересыхающих) рек наиболее значительны Фиш (приток Оранжевой), образующая один из крупнейших каньонов мира, а также Свакоп и Куйсеб, постоянно заносимые дюнами.

## Туризм
14,5 % от ВВП страны обеспечивает такое направление в экономике, как туризм. Ежегодно более 3-х миллионов туристов посещают Намибию. Большая часть приезжает из Анголы и Южной Африки.
Самый известный и популярный национальный парк Намибии — Этоша. Он занимает территорию 22 275 км2. Основанный в 1907 году, статус национального парка он получил в 1958 году.
Однако самым большим национальным парком является Намиб-Науклюфт, занимающий площадь 49 768 км2.

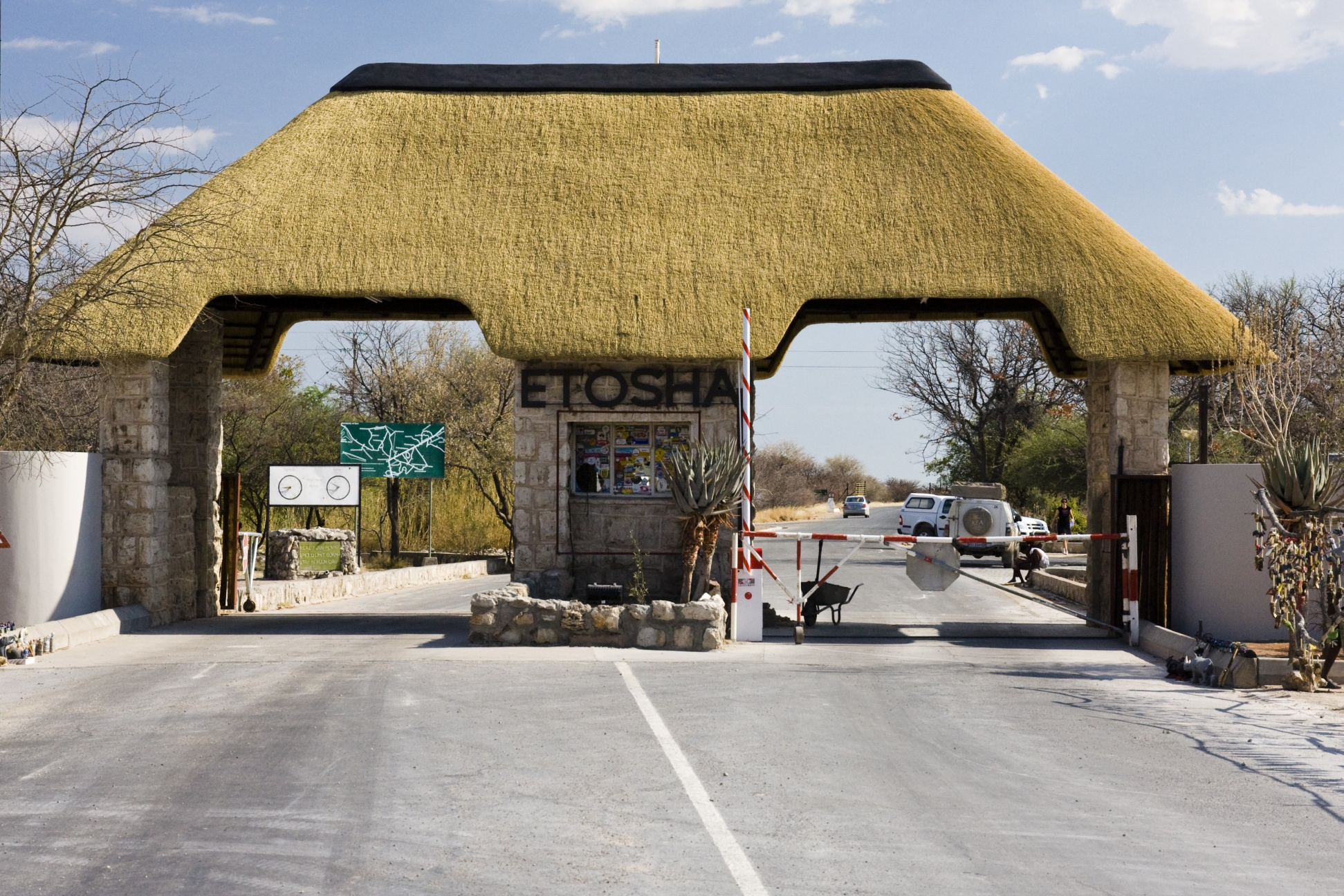
Вход в Этошу